# Николай (Карпов)
Епископ Николай (в миру Иван Ильич Карпов; 13 (25) октября 1891, Сибирь — 11 октября 1932, Белград) — епископ Русской Православной Церкви Заграницей, епископ Лондонский, викарий Западноевропейской епархии.

## Биография
Родился 13 октября 1891 года в Сибири в благочестивой старообрядческой семье. Его бабушка, боявшаяся, что новорожденный младенец не выживет, крестила его, не прибегая к помощи священника. Обеспокоенная этим не совсем «правильным» крещением, она дала обет, что её внук вырастет православным христианином.
В 1913 году успешно окончил Тобольскую духовную семинарию и поступил в Московскую духовную академию. Пострижен в монашество на I курсе, 16 ноября 1913 года, ректором академии епископом Волоколамским Феодором (Поздеевским) с именем Николай в честь святителя Николая, архиепископа Мир Ликийских. Позднее епископ Николай вспоминал, что в молодые годы не учился особо иноческому житию, но старался следовать тому, о чем с юности знал, слыша рассказы о монастырях Афона и Киева.
После окончания в 1915 году академии со степенью кандидата богословия состоял в преподавателем в духовно-учебных заведениях и проповедником в монастыре в Обояни Курской епархии.
В 1916 году принимал участие в прославлении святителя Иоанна Тобольского, которого особенно чтил впоследствии.
По-видимому, он покинул Обоянь в октябре 1919 года, когда епископ Курский и Обоянский Феофан (Гаврилов) увозил чудотворную Курскую-Коренную икону Пресвятой Богородицы за границу, чтобы спасти святыню от большевиков. Епископ Феофан поехал через Белгород в сопровождении нескольких братьев из Обоянского монастыря. Очевидно, среди них был и Николай.

### Священническое служение в Югославии
После революции эмигрировал и оказался в Королевство сербов, хорватов и словенцев, Николай был посвящён в сан пресвитера и назначен служить в различных приходах Сербии.
24 августа (6 сентября) 1923 года определением Архиерейского Синода РПЦЗ награждён саном архимандрита.
Начал преподавать в Битольской сербской православной семинарии в Македонии. Архимандрит Николай славился своей заботой о студентах и был любим ими. В Битоле он пользовался уважением как сотрудников семинарии, так и слушателей.
В 1928 году отца Николая назначили назначен настоятелем Успенского прихода в Лондоне, основанный в 1919 году. Община насчитывала около 400 членов и состояла не только из русских эмигрантов — значительная часть прихожан были детьми, рождёнными в смешанных браках, которые жили в России, но потом вернулись в Англию уже со своими жёнами и детьми. Приход на тот момент был разделённым между «каловчанами», «евлогианами». Обе группы договорились между собой, что будут использовать здание храма поочередно — по неделе каждая. Своим благочестием он быстро завоевал себе симпатии прихожан и внёс умиротворение в приходскую жизнь.

### Епископское служение
30 июня 1929 года состоялась его хиротония во епископа Лондонского, викария Западноевропейской епархии Зарубежной Церкви и первого православного архиерея Англии после великого раскола XI века. На хиротонию из Сербии прибыли митрополит Киевский Антоний (Храповицкий), архиепископы Западно-Европейский Серафим (Лукьянов) и Курский Феофан (Гаврилов), епископ Берлинский Тихон (Лященко). Сослужили им: иеромонах Феодосий (Мельник), келейник Первоиерарха; митрофорный протоиерей Василий Виноградов из Брюсселя, протоиерей Василий Тимофеев из Парижа и иеродиакон Иоанникий из Болгарии. Лондон дотоле никогда не видел такого собрания выдающегося русского православного духовенства. Кроме священноначалия на торжестве присутствовала и Великая княгиня Ксения Александровна, жившая в Англии в изгнании. Архиепископ Феофан привез с собой в Лондон Курскую-Коренную икону. Пребывание в храме святыни привлекло на торжество многих верующих православных, англикан и представителей иных исповеданий.
При вручении жезла Митрополит Антоний сказал:

…Указание свыше даётся тебе в этот день твоей хиротонии в том смысле, чтобы ты и вообще был в этой жизни не только православным служителем Божиим, но и служителем русским, разделяющим высшие симпатии нашего русского народа, его благоговейную любовь к святым угодникам, чего не понимают протестанты, утверждающие, будто русские, почитая святых, умаляют этим славу Христову. Между тем, Сам Христос дал нам к тому, твердое основание, сказав: «И Аз славу, юже дал еси Мне, дах им» (Иоан. 17, 22). Впрочем, пребывая христианином и русским патриотом, ты, конечно, будешь далёк от того греховного шовинизма, которым теперь так сильно страдают все народы, именующие себя христианами, и даже, увы, народы православные. Можно смело сказать, что только русский народ в лице своих лучших людей, умеет совмещать любовь вселенскую с патриотизмом и взирает на эти два высокие понятия, не как на ограничивающие друг друга, но как взаимно проникающие друг друга.

…Господь послал тебе жребий начать своё архипастырское служение в стране народа, который имеет в своей стране много просвещенных сынов, сердечно любящих наш народ и нашу веру. В последнем я увердился, пребывая несколько дней в новоучреждённом англиканском монастыре-аббатстве «Наш Дом». Там я с утешением наблюдал глубокое и пламенное благочестие молодых монахов и убедился в том, что для них молитва не просто принятый церемониал, а горячий вопль души, горячо стремящейся к Богу и к духовному очищению. В том же убеждает нас и самое учреждение в последние годы англиканских монастырей, тогда как в других странах, даже православных, монастыри и монашество быстро уменьшаются. Итак, особое пастырское внимание устремляй на те души, преимущественно молодые, в Англиканской церкви, которые пожелали бы ознакомиться ближе и сердечнее с православной верой и Православной Церковью. Вмещай их в своё пастырское сердце и моли Бога о спасении и своих русских, и приближающихся к Церкви Православной англичан, дабы и ты мог сказать в меру дарований Божиих: «всем бых вся, да всяко некия спасу».
После хиротонии отца Николая было найдено помещение для резиденции епископа Лондонского. Его называли русским словом «Podvorie». При резиденции открылась школа для приходских детей, в которой епископ Николай преподавал катехизис. Трое монахов: иеромонахи Зосима и Каллист и монах Владимир — были отправлены из сербского монастыря Мильково помогать епископу Николаю. Когда «евлогианцы» по будним дням и воскресеньям проводили богослужения в храме святого Филиппа, русский приход служил в маленькой часовне при епископской резиденции.
В августе 1932 года он поехал в Белград для участия в заседаниях Архиерейского собора Зарубежной Церкви. Когда заседания Архиерейского собора подходили к концу, у епископа случился приступ аппендицита. Последними его словами были: «Вложите мне свечу в руку, я ухожу в мир иной». Держа свечу, епископ Николай отошел в Вечность в ночь на 28 сентября / 11 октября.
Отпевание состоялось на следующий день в Иверской часовне на Новом Белградском кладбище. Тело архиерея было захоронено под иконой святителя Николая, находившейся снаружи на стене часовни. Митрополит Антоний (Храповицкий), архиепископ Феофан (Гаврилов) и архиепископ Гермоген (Максимов) вместе совершили заупокойное богослужение.